# Albersdorf (Turingia)
Albersdorf è un comune di 306 abitanti della Turingia, in Germania.
Appartiene al circondario della Saale-Holzland (targa SHK) ed è amministrato dal comune amministratore (Erfüllende Gemeinde) di Bad Klosterlausnitz.